# Конотопа (Варшавський-Західний повіт)
Конотопа (пол. Konotopa) — село в Польщі, у гміні Ожарув-Мазовецький Варшавського-Західного повіту Мазовецького воєводства.
Населення — 304 особи (2011).
У 1975-1998 роках село належало до Варшавського воєводства.

## Демографія
Демографічна структура станом на 31 березня 2011 року:
|          | Загалом | Допрацездатний вік | Працездатний вік | Постпрацездатний вік |
| -------- | ------- | ------------------ | ---------------- | -------------------- |
| Чоловіки | 149     | 24                 | 110              | 15                   |
| Жінки    | 155     | 23                 | 90               | 42                   |
| Разом    | 304     | 47                 | 200              | 57                   |